# Ñirehuao
Ñirehuao o Villa Ñirehuao (del mapudungún ñirewaw, "quebrada de ñires"), es una aldea chilena en la Región de Aysén, a unos 60 km al noroeste de Coyhaique.

## Historia
La localidad se emplaza en el sector extraandino oriental del valle del río Ñirehuao, donde se han encontrado chenques que dan cuenta de un poblamiento de la zona datada entre los siglos XII y XIII. Hacia la década de 1910, el sector se conocía como Campo Bandera.
La Sociedad Industrial de Aysén (SIA) estableció en la estancia Ñirehuao diversos espacios para la explotación ganadera. La sección Ñirehuao se dividía en 20 potreros y 11 puestos provistos cada uno de un corral y anexos distribuidos en diferentes campos, a saber, Punta El Monte, Puesto 10, Pampa Alta, De los Borregos, Laguna Escondida, Puesto Chico, Los Vacunos, El Mallín y El Mallín Grande. Persisten los vestigios de esta actividad en diversas construcciones de la SIA que permanecen en el sector, actualmente con carácter de monumento nacional.
A unos 9 km al noreste de Villa Ñirehuao se ubica el Valle de La Luna, que forma parte de un paisaje compuesto de coironales y bloques de piedras con formas de promontorios y pequeños cráteres que le dan al paisaje una fisonomía semejante al suelo lunar. En 2006 se creó el Museo del Valle de la Luna, que posee una colección de paleontología (fósiles de las formaciones Katterfeld y Appeleg que fueran encontrados en las inmediaciones de la Estancia Baño Nuevo) y de objetos de historia local, donados por la comunidad, incluyendo utensilios y herramientas asociadas a los oficios tradicionales de madereo y ganadería.

## Medios de comunicación

### Televisión

#### VHF
- 7 - TVN
- 9 - Mega

- 13 - Canal 13

TDT
Canales de televisión en señal abierta digital (TVD) con dial definitiva, aunque sin iniciar las transmisiones en el sector, las cuales son:
- 7.1 - TVN
- 7.2 - NTV
- 7.31 - TVN One Seg
- 13.1 - Canal 13 HD
- 13.2 - T13 En Vivo
- 13.31 - Canal 13 One Seg

También se encuentra asignada esta señal, pero sin embargo, es posible que el canal pueda renunciar su concesión de televisión como lo que ha ocurrido en otras ciudades del país 
- 9.1 - Mega
- 9.2 - Mega 2
- 9.2 - Mega One Seg